# Josef Wiesehöfer
Josef Wiesehöfer (* 5. April 1951 in Wickede/Ruhr) ist ein deutscher Althistoriker. Er gilt international als Experte für die Geschichte des antiken Perserreiches und seiner Kontakte mit der griechisch-römischen Welt.

## Leben und Wirken
Josef Wiesehöfer studierte ab 1969 die Fächer Geschichte und Anglistik an der Universität Münster, wo er 1977 im Fach Alte Geschichte mit einer Arbeit über den persischen Großkönig Dareios I. und den Thronprätendenten Gaumata promoviert wurde. Nach Abschluss der Dissertation war Wiesehöfer in Münster neun Jahre lang als wissenschaftlicher Assistent bei Ruth Altheim-Stiehl tätig, anschließend drei Jahre an der Fernuniversität in Hagen. 1988 habilitierte er sich an der Ruprecht-Karls-Universität Heidelberg für Alte Geschichte mit einer Untersuchung zur Persis in der frühen hellenistischen Zeit. 1989 wurde Wiesehöfer auf eine Professur für Alte Geschichte an der Christian-Albrechts-Universität zu Kiel berufen, wo er bis zu seiner Pensionierung 2016 tätig war. Sein Nachfolger wurde Hilmar Klinkott.
International bekannt wurde Wiesehöfer vor allem durch seine Arbeiten zum vorislamischen Persien unter den Dynastien der Achaimeniden, Seleukiden, Arsakiden und Sassaniden, die in zahlreiche Sprachen, darunter auch ins Englische, Französische und Italienische, übersetzt wurden. Wiesehöfer setzt sich dabei dafür ein, die Erforschung des Alten Orients, die seit dem 19. Jahrhundert von den meisten Althistorikern nicht mehr als Gegenstand des Faches betrachtet wird, wieder stärker in die Alte Geschichte zu integrieren. Neben dem alten Iran gilt Wiesehöfers Forschungsinteresse vor allem den Kontakten zwischen der griechisch-römischen Welt und ihren östlichen Nachbarn – ein Thema, das unbestritten zum Gegenstand der Althistorie gehört. So veranstaltete er 2006 eine internationale Tagung zu dem griechischen Autor Ktesias von Knidos, der im 4. Jahrhundert v. Chr. ein einflussreiches Werk über das Achämenidenreich verfasst hatte. Auch im Bereich der Wissenschaftsgeschichte ist Wiesehöfer tätig; so gab er 2005 einen Sammelband zu Theodor Mommsen heraus.
Wiesehöfer hat über 250 Fachaufsätze in deutscher und englischer Sprache publiziert und ist (Mit-)Herausgeber verschiedener Publikationsreihen (zum Beispiel Oriens et Occidens, Achaemenid History, Asien und Afrika, Oikumene) und Verfasser zahlreicher Aufsätze und Monographien, unter denen vor allem Das antike Persien (Düsseldorf/Zürich 1993) international als Standardwerk gilt und mehrere Auflagen und Übersetzungen erfahren hat, darunter auch ins Englische (Ancient Persia, London 1996). Eine Kurzfassung legte er 1999 unter dem Titel Das frühe Persien in der Reihe  C. H. Beck Wissen vor. Zudem ist er einer der Autoren der Encyclopædia Iranica. Zu seinen akademischen Schülern zählen Monika Schuol und Henning Börm.
Wiesehöfer ist unter anderem Mitglied im Board des Corpus Inscriptionum Iranicarum (London), ordentliches Mitglied des Deutschen Archäologischen Instituts und korrespondierendes Mitglied der Philologisch-Historischen Klasse der Akademie der Wissenschaften zu Göttingen. Er war Mitglied im Beirat der Kommission für Alte Geschichte und Epigraphik sowie Principal Investigator der Kieler Graduiertenschule Human Development in Landscapes. 2012 wurde er als ordentliches Mitglied in die Academia Europaea aufgenommen, 2019 als korrespondierendes Mitglied in die Österreichische Akademie der Wissenschaften. Er lebt in Plön.

## Schriften
Monographien
- Der Aufstand Gaumātas und die Anfänge Dareios’ I. (= Habelts Dissertationsdrucke. Reihe Alte Geschichte. Band 13). Habelt, Bonn 1978, ISBN 3-7749-1477-X (zugleich Dissertation, Münster 1977; persische Übersetzung 2010).
- mit Margret Karras: Kindheit und Jugend in der Antike. Eine Bibliographie. Habelt, Bonn 1981, ISBN 3-7749-1852-X.
- mit Alfred Kneppe: Friedrich Münzer. Ein Althistoriker zwischen Kaiserreich und Nationalsozialismus. Mit einem kommentierten Schriftenverzeichnis von Hans-Joachim Drexhage. Habelt, Bonn 1983, ISBN 3-7749-2040-0.
- Athen und Rom: Polis und Metropole. Materialheft, Arbeitsheft und Lehrerheft. Schöningh, Paderborn 1985–1986, ISBN 3-506-15117-7 (Arbeitsheft), ISBN 3-506-15116-9 (Materialheft) und ISBN 3-506-15118-5 (Lehrerheft).
- Die Anfänge von Literalität und Textualität in Europa. Das Alphabet und die Folgen in griechischer Zeit (= Einführungskurs in die ältere Geschichte. Kurseinheit 3). Fernuniversität Hagen, Hagen 1987.
- Ausbau des Schriftbezugs als Fortschritt der Wissenschaft. Die Entzifferung der Keilschrift (= Einführungskurs in die ältere Geschichte. Kurseinheit 9). Fernuniversität Hagen, Hagen 1987.
- Das antike Persien von 550 v. Chr. bis 650 n. Chr. Artemis und Winkler, München/Zürich 1993, ISBN 3-7608-1080-2 (Neuausgabe, ebenda, Düsseldorf/Zürich 1998, ISBN 3-7608-1205-8; 2. Auflage, ebenda 2002, ISBN 3-7608-1205-8; Neuausgabe, Albatros, Düsseldorf 2005, ISBN 3-491-96151-3; englische Übersetzung 1996; persische Übersetzung 2011).
- Die „dunklen Jahrhunderte“ der Persis. Untersuchungen zu Geschichte und Kultur von Fārs in frühhellenistischer Zeit (330–140 v. Chr.) (= Zetemata. Heft 90). C. H. Beck, München 1994, ISBN 3-406-37619-3 (zugleich Habilitationsschrift, Universität Heidelberg 1987).
- mit Ursula Weber: Das Reich der Achaimeniden. Eine Bibliographie (= Archäologische Mitteilungen aus Iran. Ergänzungsband 15). Reimer, Berlin 1996, ISBN 3-496-00813-X.
- Das frühe Persien. Geschichte eines antiken Weltreichs (C. H. Beck Wissen). C. H. Beck, München 1999, ISBN 3-406-43307-3 (3., durchgesehene und aktualisierte Auflage, ebenda 2006, ISBN 3-406-43307-3; 4., aktualisierte Auflage, ebenda 2009, ISBN 978-3-406-59465-6; 5., aktualisierte Auflage, ebenda 2015, ISBN 978-3-406-59465-6; 6., durchgesehene und aktualisierte Auflage, ebenda 2021, ISBN 978-3-406-78268-8; spanische Übersetzung 2003).
- mit Mischa Meier, Barbara Patzek und Uwe Walter: Deiokes, König der Meder. Eine Herodot-Episode in ihren Kontexten (= Oriens et Occidens. Band 7). Franz Steiner, Stuttgart 2004, ISBN 3-515-08585-8.
- Iraniens, Grecs et Romains (= Studia Iranica. Cahiers. Heft 32). Association pour l’avancement des études iraniennes, Paris 2005, ISBN 2-910640-18-3.
- Iran – Zentralasien – Mittelmeer. Gesammelte Schriften. Teil 1: Studien zur Geschichte der Achaimeniden (= Philippika. Band 159). Harrassowitz, Wiesbaden 2022, ISBN 978-3-447-11825-5.

Aufsätze (Auswahl)
- Die 'Freunde' und 'Wohltäter' des Großkönigs. In: Studia Iranica 9, 1980, S. 7–21.
- Geteilte Loyalitäten. Religiöse Minderheiten des 3. und 4. Jahrhunderts im Spannungsfeld zwischen Rom und dem sasanidischen Iran. In: Klio 75, 1993, S. 362–382.
- „King of Kings“ and „Philhellên“: Kingship in Arsacid Iran. In: Per Bilde u. a. (Hrsg.): Aspects of Hellenistic Kingship, Aarhus 1996, S. 55–66.
- Dekadenz, Krise oder überraschendes Ende? Überlegungen zum Zusammenbruch der Perserherrschaft. In: Helmut Altrichter u. a. (Hrsg.): Das Ende von Großreichen, Erlangen/Jena 1996, S. 39–64.
- Gebete für die ‚Urahnen‘ oder: Wann und wie verschwanden Kyros und Dareios aus der Tradition Irans? In: Electrum 6, 2002, S. 111–117.
- Rūm as Enemy of Iran. In: Erich Gruen (Hrsg.): Cultural Borrowings and Ethnic Appropriations in Antiquity. Stuttgart 2005, S. 105–120.
- Die Geschichte Irans von den Achaimeniden bis in frühislamische Zeit. In: Wilfried Seipel (Hrsg.): 7000 Jahre persische Kunst, Wien 2001, S. 54–74.
- King, Court and Royal Representation in the Sasanian Empire. In: Antony Spawforth (Hrsg.): The Court and Court Society in Ancient Monarchies, Cambridge 2007, S. 58–81.
- Die altorientalische Stadt – Vorbild für die griechische Bürgergemeinde (Polis)? In: Gerhard Fouquet u. a. (Hrsg.): Die Urbanisierung Europas von der Antike bis in die Moderne. Frankfurt 2009, S. 43–61.
- The Late Sasanian Near East. In: Chase Robinson (Hrsg.): The New Cambridge History of Islam, Band 1, Cambridge 2010, S. 98–152.
- Polybios und die Entstehung des römischen Weltreicheschemas. In: Volker Grieb u. a. (Hrsg.): Polybios und seine Historien. Stuttgart 2013, S. 59–70.
- Greek Poleis in the Near East and Their Parthian Overlords. In: Adam Kemezis (Hrsg.): Urban Dreams and Realities, Boston/Leiden 2015, S. 328–346.
- Women of the Sassanid Dynasty (224–651 CE). In: Sabine Müller u. a. (Hrsg.): The Routledge Companion to Women and Monarchy in the Ancient Mediterranean World, New York 2021, S. 246–255.

Herausgegebene Bände (Auswahl)
- Das Partherreich und seine Zeugnisse. The Arsacid Empire. Sources and Documentation (= Historia. Einzelschriften. Bd. 122). Beiträge des internationalen Colloquiums Eutin (27.–30. Juni 1996). Steiner, Stuttgart 1998, ISBN 3-515-07331-0.
- mit Henning Börm: Theodor Mommsen. Gelehrter, Politiker und Literat. Steiner, Stuttgart 2005, ISBN 3-515-08719-2.
- mit Philip Huyse: Eran ud Aneran. Studien zu den Beziehungen zwischen dem Sasanidenreich und der Mittelmeerwelt (= Oriens et Occidens. Bd. 13). Beiträge des internationalen Colloquiums in Eutin, 8.–9. Juni 2000. Steiner, Stuttgart 2006, ISBN 3-515-08829-6.
- mit Norbert Ehrhardt und Henning Börm: Monumentum et instrumentum inscriptum. Beschriftete Objekte aus Kaiserzeit und Spätantike als historische Zeugnisse. Festschrift für Peter Weiß zum 65. Geburtstag. Steiner, Stuttgart 2008, ISBN 978-3-515-09239-5.
- mit Henning Börm: Commutatio et contentio. Studies in the late Roman, Sasanian and early Islamic Near East. In Memory of Zeev Rubin (= Reihe Geschichte. Bd. 3). Wellem-Verlag, Düsseldorf 2010, ISBN 978-3-941820-03-6.
- mit Robert Rollinger und Giovanni B. Lanfranchi: Ktesias' Welt. = Ctesias' World (= Classica et Orientalia. Bd. 1). Harrasowitz, Wiesbaden 2011, ISBN 978-3-447-06376-0.